# Thebes Facula
La Thebes Facula è una struttura geologica della superficie di Ganimede.